# Гужева, Наталья Александровна
Наталья Александровна Гужева (6 октября 1975) — российская футболистка, защитница, игрок в мини-футбол и пляжный футбол.

## Биография
Во второй половине 1990-х годов выступала в мини-футболе за петербургскую «Балтику» и волгоградский «Локомотив», причём в этом виде спорта играла на позиции вратаря. В составе «Локомотива» была чемпионкой России сезона 1997/98. Включалась в состав сборной России по мини-футболу.
В 2005 году играла в высшей лиге по большому футболу за клуб «Нева» (Санкт-Петербург) на позиции защитника. Позднее вместе с питерским специалистом Станиславом Харитоновым и группой футболисток из Петербурга перешла в клуб «Звезда-2005» (Пермь), однако не была там игроком стартового состава. Чемпионка России 2007 (не менее 4 матчей) и 2008 (8 матчей) годов.
В 2010-е годы выступала за любительские клубы Санкт-Петербурга в большом футболе, мини-футболе и пляжном футболе, играла на всех позициях — вратарём, защитником и нападающим. Становилась лучшим бомбардиром соревнований, признавалась лучшим нападающим и самым полезным игроком.

## Достижения
Чемпионат России по мини-футболу среди женщин
- Чемпион России (2): 1992 и 1997/1998